# Prima Dinastie Babiloniană

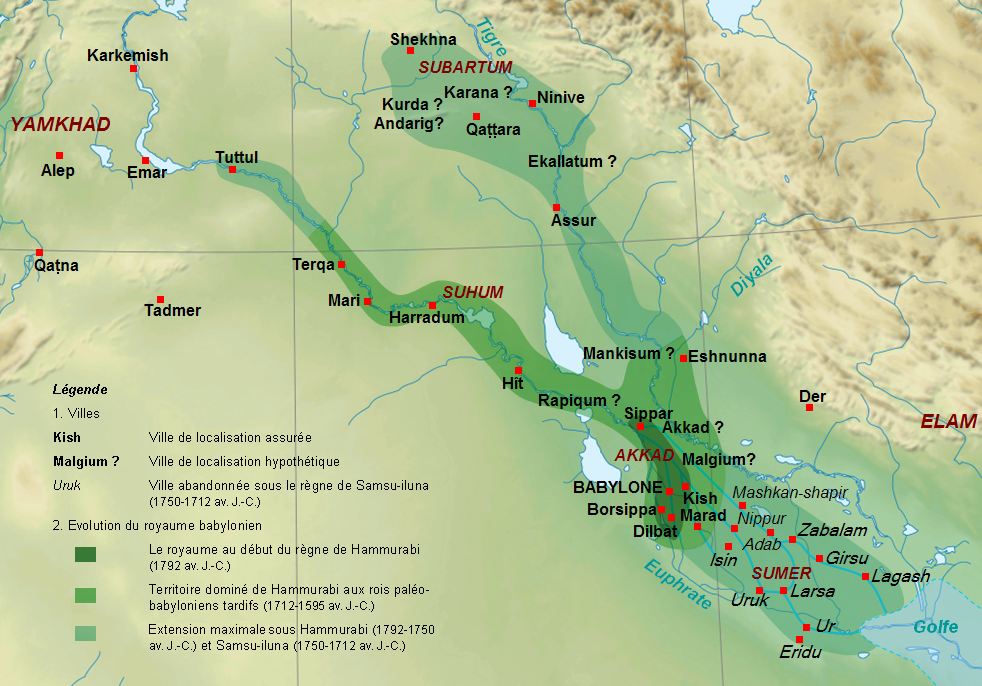
Imperiul Babilonean Vechi pe timpurile lui Hammurabi

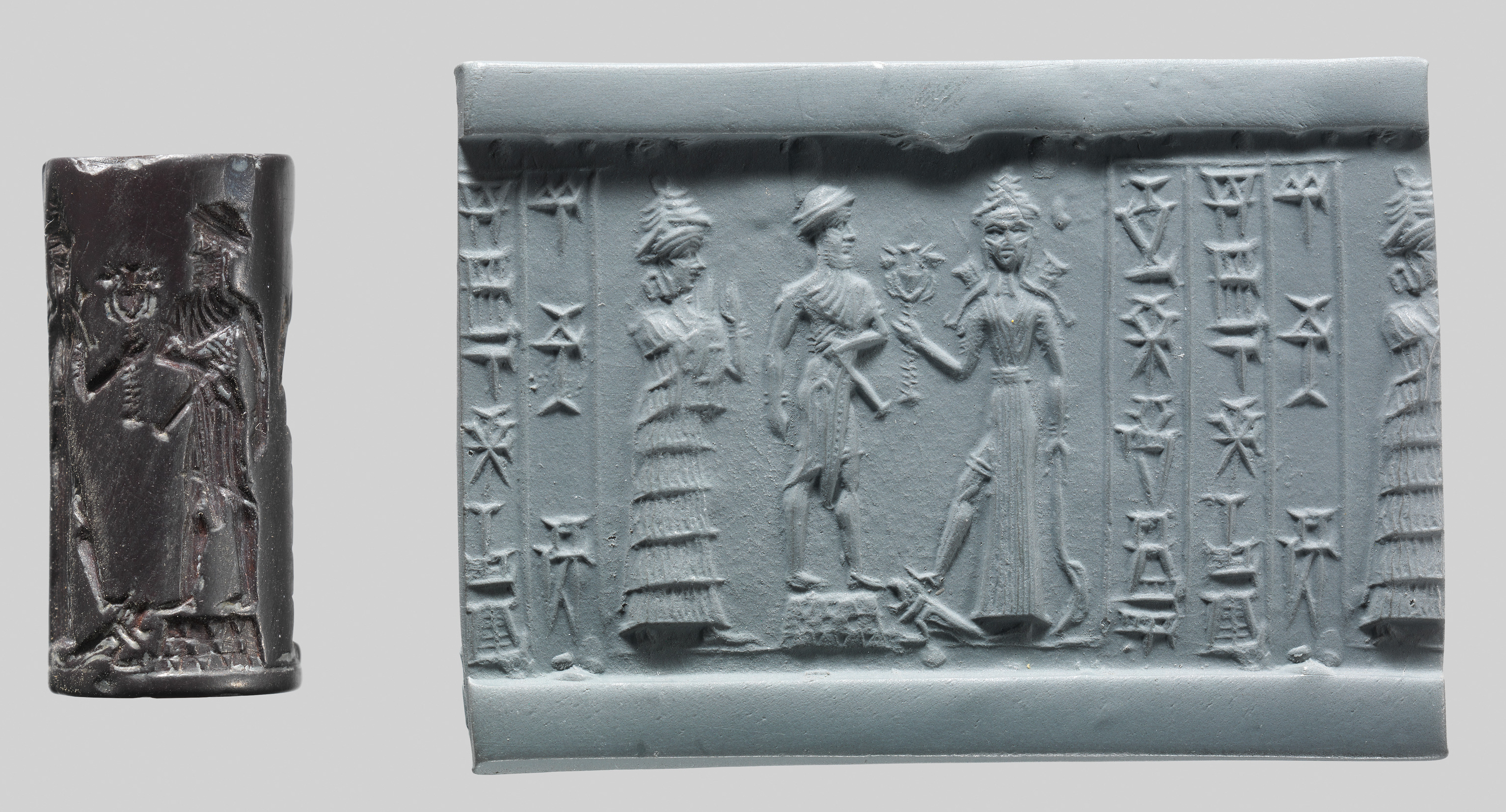
Sigiliu cilindric din Babilonia secolelor al XVII\i-XVII î.Hr.

Perioada Veche Babiloniană sau Imperiul Babilonian Vechi este o perioadă istorică care a durat conform cronologiei medii între anii 1894 și 1595 î.Hr. și care se referă la primele secole ale civilizației babilonenilor. În această perioadă, Babilonul a devenit o putere importantă în Mesopotamia, având o influență majoră asupra culturii și civilizației din zonă.
Perioada Veche Babiloniană a fost marcată de dezvoltarea unor importante centre culturale și religioase, precum templul Esagila din Babilon. În timpul acestei perioade au domnit regii de origine amorită din Prima Dinastie Babiloneană, printre care se numără Hammurabi, care și-a întins puterea asupra întregii regiuni a Mesopotamiei și a creat unul dintre primele coduri legale. În 1595 î.Hr. Babilonul a fost jefuit de hitiți. În timpurile care au urmat acestei perioade Babilonul a fost cârmuit de kasiți.

## Cronologia Primei Dinastii Babiloniene (cronologie scurtă)
| Rege                       | Domnie               | Comentarii                                                                       |
| -------------------------- | -------------------- | -------------------------------------------------------------------------------- |
| Sumu-abum sau Su-abu       | cca. 1830—1817 î.Hr. | Contemporan cu Ilushuma de Asiria                                                |
| Sumu-la-El                 | cca. 1817—1781 î.Hr. | Contemporarn cu Erishum I de Asiria                                              |
| Sabium sau Sabum           | cca. 1781—1767 î.Hr. | Fiul lui Sumu-la-El                                                              |
| Apil-Sin                   | cca. 1767—1749 î.Hr. | Fiul lui Sabium                                                                  |
| Sin-muballit               | cca. 1748—1729 î.Hr. | Fiul lui Apil-Sin                                                                |
| Hammurabi                  | cca. 1728—1686 î.Hr. | Contemporan cu Zimri-Lim de Mari, Siwe-palar-huppak de Elam și cu Shamshi-Adad I |
| Samsu-iluna                | cca. 1686—1648 î.Hr. | Fiul lui Hammurabi                                                               |
| Abi-eshuh sau Abieshu      | cca. 1648—1620 î.Hr. | Fiul lui Samsu-iluna                                                             |
| Ammi-ditana                | cca. 1620—1583 î.Hr. | Fiul lui Abi-eshuh                                                               |
| Ammi-saduqa sau Ammisaduqa | cca. 1582—1562 î.Hr. | Tableta lui Venus a lui Ammisaduqa                                               |
| Samsu-Ditana               | cca. 1562—1531 î.Hr. |                                                                                  |

Originile reale ale dinastiei sunt destul de greu de identificat cu mare certitudine, pur și simplu pentru că s-au găsit foarte puține materiale arheologice intacte. Astfel, toate informațiile provin din regiunile înconjurătoare și din înregistrări scrise. Nu se cunosc multe despre regii timpurii de la Su-abu până la Sin-muballit. Ceea ce este cunoscut, însă, este faptul că aceștia stăpâneau puține teritorii. Când Hammurabi a urcat pe tronul Babilonului, imperiul consta doar din câteva orașe dimprejur: Dilbat, Sippar, Kiș și Borsippa. După ce Hammurabi a devenit rege, a cucerit ținuturi noi și le-a încorporat în imperiul său. Cu toate acestea, Babilonul a rămas doar una din mai multe zone importante în Mesopotamia, împreună cu Asiria (condusă de Shamshi-Hadad I) și Larsa (condusă de Rim-Sin). 